# The Original Soul of Michael Jackson
| Đánh giá chuyên môn      | Đánh giá chuyên môn |
| Nguồn đánh giá           | Nguồn đánh giá      |
| Nguồn                    | Đánh giá            |
| ------------------------ | ------------------- |
| Christgau's Record Guide | B+                  |

The Original Soul of Michael Jackson là một album phối lại của ca sĩ người Mỹ Michael Jackson. Album bao gồm các bài hát được thu âm từ đầu sự nghiệp của ông chủ yếu là trong những năm 1970 và được phối lại vào năm 1987, trước khi phát hành vào năm đó bởi Motown.

## Phát hành
Mặc dù album tuyên bố rằng nó "chứa những bản nhạc chưa từng được phát hành", bài hát mới duy nhất có sẵn là bài hát cover lại bản hit "Twenty-Five Miles" năm 1970 của Edwin Starr, được hát bởi Jackson Five và chỉ ghi công cho Michael. Bản thu âm ban đầu của bài hát đã được đưa vào bộ phim năm 2009 Hello World: The Motown Solo Collection. Một số bài hát cũng đã được chỉnh sửa mới trong album, với một phiên bản mới được lồng tiếng của "Dancing Machine". "Ain't No Sunshine" cũng có một chút khác biệt trong giọng hát và một máy trống hiện đại đã được thêm vào "Twenty-Five Miles". "Melodie" được lên kế hoạch cho một đĩa đơn trong nỗ lực quảng bá đĩa hát ở Mỹ, nhưng đã bị loại khỏi đĩa đơn chỉ quảng cáo "Twenty-Five Miles"/"Up On The Housetop".

## Tiếp nhận quan trọng
Đánh giá trong Christgau's Record Guide: The '80s (1990), Robert Christgau đã viết, "Một khi bạn vượt qua được sự hoài nghi về việc khai thác danh mục của Motown, bạn phải thừa nhận rằng mishmash chủ yếu được phối lại, đôi khi được tổng hợp lại có sức hấp dẫn và thậm chí là sử dụng—Thực tế nó vượt trội hơn so với 'tác phẩm hay nhất năm 1975 thực sự' đã bị xóa từ lâu. Tôi yêu 'Twenty-Five Miles' chưa phát hành trước đó và 'Doggin' Around, ' có thể sống mà không có hai bản hit không phải của J5, và chắc chắn sẽ kéo điều này xuống khi tôi muốn nhớ đến 'Dancing Machine' và 'Rockin' Robin.'"

## Danh sách bài hát
| STT              | Nhan đề                            | Sáng tác                                         | Album                                       | Thời lượng |
| ---------------- | ---------------------------------- | ------------------------------------------------ | ------------------------------------------- | ---------- |
| 1.               | "Twenty-Five Miles"                | Johnny Bristol, Harvey Fuqua, Edwin Starr        | Bản phát hành mới                           | 3:27       |
| 2.               | "Dancing Machine"                  | Hal Davis, Don Fletcher, Dean Parks              | G.I.T.: Get It Together and Dancing Machine | 3:50       |
| 3.               | "It's Too Late to Change the Time" | Pam Sawyer, Leon Ware                            | G.I.T.: Get It Together                     | 3:49       |
| 4.               | "Melodie"                          | Mel Larson, Jerry Marcellino, Deke Richards      | Farewell My Summer Love                     | 3:18       |
| 5.               | "Ain't No Sunshine"                | Bill Withers                                     | Got to Be There                             | 3:05       |
| 6.               | "Got to Be There"                  | Elliot Willensky                                 | Got to Be There                             | 3:22       |
| 7.               | "Doggin' Around"                   | Jackie Wilson                                    | Music & Me                                  | 2:19       |
| 8.               | "Rockin' Robin"                    | Leon Rene                                        | Got to Be There                             | 2:30       |
| 9.               | "If I Don't Love You This Way"     | Pam Sawyer, Leon Ware                            | Dancing Machine                             | 3:24       |
| 10.              | "You've Got a Friend"              | Carole King                                      | Got to Be There                             | 4:36       |
| 11.              | "Forever Came Today"               | Lamont Dozier, Brian Holland, Edward Holland Jr. | Moving Violation                            | 5:54       |
| Tổng thời lượng: | Tổng thời lượng:                   | Tổng thời lượng:                                 | Tổng thời lượng:                            | 39:11      |